# Аспр-сюр-Бюэш
Аспр-сюр-Бюэ́ш (фр. Aspres-sur-Buëch, окс. Aspres de Buech) — коммуна на юго-востоке Франции, регион Прованс — Альпы — Лазурный Берег, департамент — Верхние Альпы, округ — Гап. Главный город кантона Аспр-сюр-Бюэш.
Код INSEE коммуны — 05010.

## Население
Население коммуны на 2008 год составляло 778 человек.
| 1962 | 1968 | 1975 | 1982 | 1990 | 1999 | 2008 |
| ---- | ---- | ---- | ---- | ---- | ---- | ---- |
| 703  | 750  | 696  | 773  | 743  | 762  | 778  |

## Экономика
В 2007 году среди 438 человек в трудоспособном возрасте (15—64 лет) 277 были экономически активными, 161 — неактивными (показатель активности — 63,2 %, в 1999 году было 61,5 %). Из 277 активных работали 242 человека (126 мужчин и 116 женщин), безработных было 35 (14 мужчин и 21 женщина). Среди 161 неактивных 26 человек были учениками или студентами, 68 — пенсионерами, 67 были неактивными по другим причинам.

## Фотогалерея

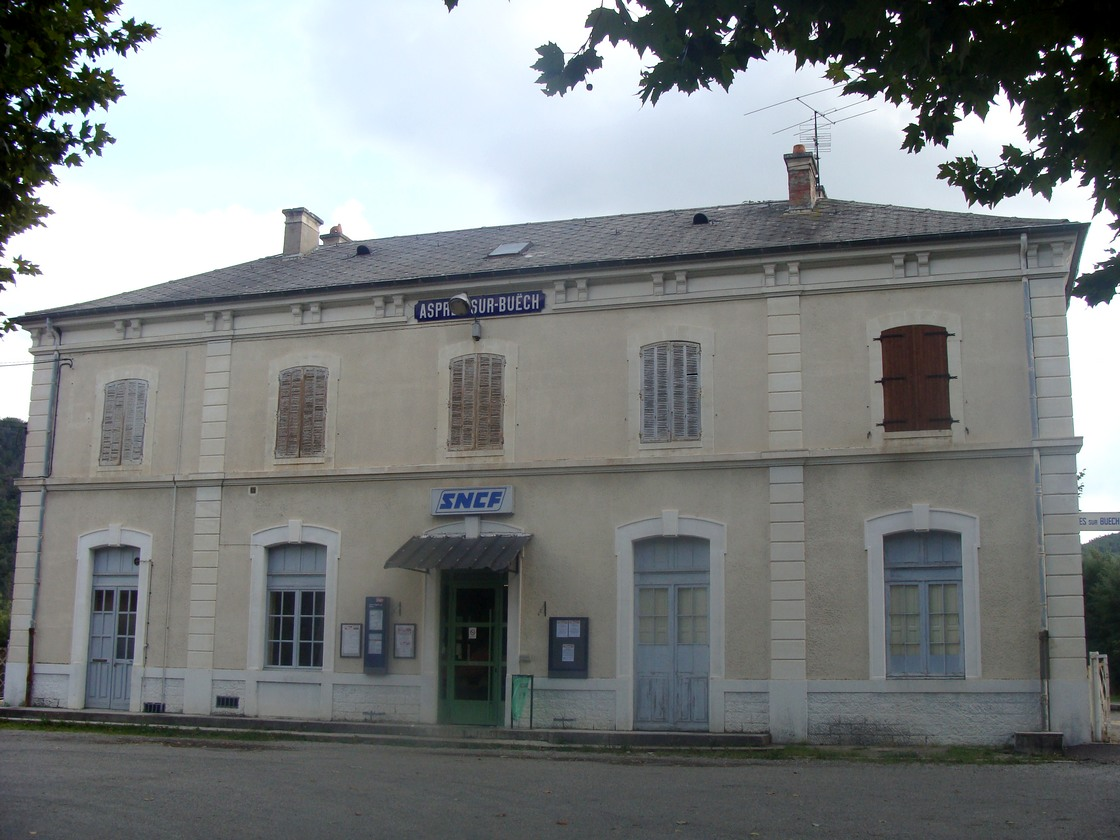
Вокзал
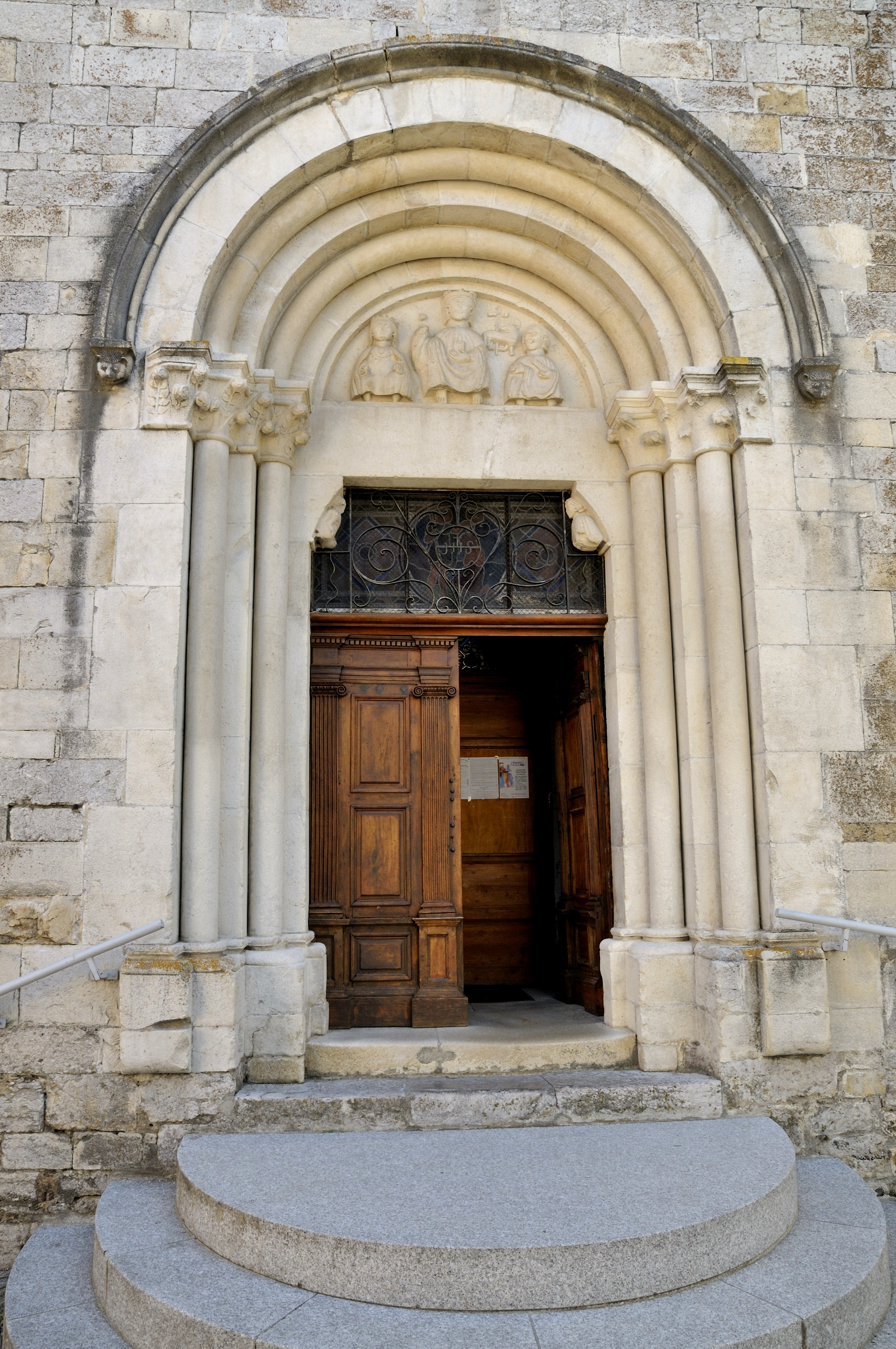
Церковная паперть (XII век)